# Mary Anne MacLeod Trump
Mary Anne Trump (nombre de nacimiento Mary Anne MacLeod; Tong, Isla de Lewis, Escocia; 10 de mayo de 1912-New Hyde Park, Nueva York, Estados Unidos; 7 de agosto de 2000) fue una trabajadora doméstica escocesa, conocida por ser la madre de Donald Trump, el 45.º y 47.º presidente de los Estados Unidos de América y esposa del empresario de bienes raíces Fred Trump. Nacida en las islas Hébridas, emigró a los Estados Unidos en 1930 y obtuvo la nacionalidad en 1942. Tuvo cinco hijos con su esposo y llevó a cabo actividades filantrópicas en la zona de Nueva York.

## Primeros años
Mary Anne MacLeod nació en una casa rural de la villa de Tong, en la isla de Lewis, en Escocia. Los historiadores locales describen las casas de la zona en aquella época como muy sucias, dando fe de las condiciones de miseria de la época. El estallido de la Primera Guerra Mundial debilitó la economía y diezmó la población masculina del lugar, al igual que lo hizo en muchas otras zonas.
Criada en un ambiente en que se hablaba gaélico escocés, Mary era la segunda de los diez hijos de Malcolm MacLeod (1866-1954) y Mary Ann Smith (1867-1963). Su padre era arrendatario, pescador y oficial en la escuela de Mary. El inglés fue su segunda lengua, el cual aprendió en la escuela a la que asistió hasta octavo grado.
Sus abuelos paternos fueron Alexander MacLeod y Ann MacLeod, siendo sus abuelos maternos Donald Smith y Mary MacAulay. Procedían de Vatisker y la zona de los Lochs del sur de la isla de Lewis, habiendo sufrido algunas generaciones la expulsión de ocupantes de los Highlands por parte de los propietarios, hecho ocurrido principalmente en los siglos XVIII y XIX.

## Emigración a los Estados Unidos
Teniendo ya varias hermanas que vivían allí, Mary Anne MacLeod podría haber visitado los Estados Unidos durante una corta estancia en diciembre de 1929. Posteriormente, de acuerdo al periódico The National, MacLeod consiguió un visado de inmigración con número 26698 el 17 de febrero de 1930. El 2 de mayo de 1930, MacLeod partió de Glasgow a bordo del RMS Transylvania llegando a Nueva York el 11 de mayo de 1930, un día después de su 18 cumpleaños, declarando querer adquirir la ciudadanía estadounidense y residir permanentemente en América. Al hacerlo de este modo se convirtió en lo que posteriormente se conocería como inmigrante económica, una de las decenas de miles de escoceses que abandonaron Escocia durante este periodo para vivir en los Estados Unidos o Canadá, debido a las consecuencias de la Primera Guerra Mundial y a las expulsiones que sufrieron los escoceses por parte de los propietarios de las tierras donde vivían. La lista de pasajeros del Transylvania, del 2 de mayo de 1930, incluye datos como su altura (5 pies y 8 pulgadas, es decir 172 centímetros), ojos azules y como ocupación empleada del hogar.
Llegó a los Estados Unidos con 50 dólares (unos 734 dólares ajustados a 2017), residiendo con su hermana mayor Christina Matheson en Long Island y trabajando de sirvienta del hogar durante un mínimo de 4 años. Uno de estos trabajos parece ser que fue el de niñera/cuidadora de una opulenta familia de Nueva York, trabajo que perdió debido a los problemas causados por la Gran Depresión. Se podría decir pues que comenzó su vida en América como una pobre sirvienta, escapando de una mayor pobreza en su país natal.
El censo de 1940 la refleja, tanto a ella como a Fred Trump, como una ciudadana naturalizada, si bien su naturalización no tuvo lugar hasta el 10 de marzo de 1942. A pesar de ello no hay ninguna evidencia que indique que se haya producido la violación de ninguna ley antes de producirse su naturalización en 1942, puesto que de forma frecuente hacía viajes internacionales y fue capaz de volver a entrar en el país sin problemas.
MacLeod volvió a su localidad natal a menudo durante su vida, siendo capaz de hablar gaélico cuando lo hacía.

## Matrimonio, familia y otras actividades
A principios de los años 30, Mary Anne conoció a Fred en un baile, en donde se enamoraron. Se casaron en la iglesia presbiteriana de Madison Avenue en enero de 1936, oficiando la ceremonia George Arthur Buttrick. El convite de la boda se llevó a cabo en el hotel Carlyle de Manhattan. El 5 de abril de 1937 dio a luz a su primera hija, Maryanne Trump, siguiéndole Fred Trump Jr. (1938-1981), Elizabeth Joan Trump (1942), Donald Trump (1946) y Robert Trump (1948-2020). El último nacimiento se complicó, obligando a realizar una histerectomía, a la que pudo sobrevivir.
La familia vivió en Queens (Nueva York), en el barrio de Jamaica y más tarde en Jamaica Estates. Al principio ambos residían en la casa de la madre de Fred aunque posteriormente, hacia 1940, adquirieron su propio hogar. Mary tenía el rol de ama de casa, ayudando esporádicamente a su marido en sus negocios, por ejemplo en la recogida de monedas de las máquinas de lavandería en los distintos edificios. En su momento Mary condujo un automóvil Rolls Royce con las placas de matrícula rezando “MNT”.
Otras tareas que llevó a cabo fueron las de voluntaria en un hospital así como en actividades escolares y actos de caridad. Muchas de estas acciones buscaban la mejora en la calidad de vida de aquellos con parálisis cerebral y de aquellos disminuidos psíquicos. Entre otros, los Trump ayudaron a organizaciones como Salvation Army, Boy Scouts o Lighthouse of the Blind (faro de los ciegos). Mary Anne tuvo un rol importante en el hospital de mujeres de Jamaica así como en la guardería, ambas situadas en el barrio de Queens en Nueva York. Ella y su marido destinaron tiempo y esfuerzos y en su momento donaron propiedades para la mejora de la sanidad en la zona de Nueva York. Más aún, el pabellón de hospital Jamaica, con 228 camas, lleva su nombre en su honor. Aparte de ello perteneció a distintos clubes sociales.
Como madre su carácter era más reservado que el de su marido. Amigos de sus hijos tuvieron poca interacción con ella, al contrario que con su marido. Aparentemente su físico era de complexión delgada pero sin embargo tenía un estilo de peinado muy elaborado, del que se dijo que era un remolino anaranjado. Esta forma de peinarse sin duda tuvo un impacto en su hijo Donald, que escribió en su momento “mirando hacia el pasado, me doy cuenta de que parte de mi exhibicionismo viene por parte de mi madre”.

## Últimos años y muerte
Con el paso de los años Mary Anne contrajo osteoporosis. El 31 de octubre de 1991, sufrió un atraco mientras estaba comprando cerca de Union Turnpike, muy cerca de su casa. Cayó en la acera después de que su agresor le robase el bolso con 14 dólares. A causa de ello sufrió rotura de costillas, hematomas en la cara así como varias fracturas, hemorragia cerebral y daño permanente en la vista y el oído. Su agresor, de 16 años, fue alcanzado y detenido por el conductor de camión Lawrence Herbert, lo cual le supuso una recompensa por parte de Donald Trump, lo que le permitió evitar ser desahuciado.
Su marido Fred murió a la edad de 93 años en junio de 1999. MacLeod murió un año después, el 7 de agosto del año 2000 en el centro médico judío de Long Island, en Nueva York, a la edad de 88 años. El funeral tuvo lugar en la iglesia colegial de Manhattan, siendo enterrada junto a su marido e hijo (Frederick Crist Trump Jr.) en el cementerio luterano de Middle Village, en Queens. Un artículo de su muerte en el periódico de su localidad natal en Escocia, el Stornoway Gazette, rezaba “Descanse en paz, en nueva York el 7 de agosto, Mary Ann Trump, 88 años. Hija del fallecido Malcolm y de Mary MacLeod, 5 Tong. Hasta siempre”.